# فيديريكو فرنانديز
فيديريكو فرنانديز  ( Federico Fernández ) لاعب كرة قدم أرجنتيني، ويشارك مع منتخب الأرجنتين لكرة القدم ، وهو ضمن تشكيلته في كأس العالم 2014 المقامة في البرازيل .

## روابط خارجية
- فيديريكو فرنانديز على موقع الاتحاد الدولي (مؤرشف)  (الإنجليزية)
- فيديريكو فرنانديز على موقع الاتحاد الأوربي (الإنجليزية)
- فيديريكو فرنانديز على موقع قاعدة بيانات كرة القدم.إي يو (الإنجليزية)
- فيديريكو فرنانديز على موقع ليكيب (الفرنسية)
- فيديريكو فرنانديز على موقع ناشيونال فوتبول تيمز (الإنجليزية)
- فيديريكو فرنانديز على موقع Soccerbase.com (لاعب) (الإنجليزية)
- فيديريكو فرنانديز على موقع Soccerway.com (الإنجليزية)
- فيديريكو فرنانديز على موقع عالم كرة القدم.نت (الإنجليزية)
- فيديريكو فرنانديز على موقع كووورة
- فيديريكو فرنانديز على موقع AS.com (الإسبانية)